# Idalus venata
Idalus venata är en fjärilsart som beskrevs av Paul Dognin 1901. Idalus venata ingår i släktet Idalus och familjen björnspinnare. Inga underarter finns listade i Catalogue of Life.